# Arnarstapi
Arnarstapi – wieś położona w zachodniej części Islandii na półwyspie Snæfellsnes u podnóża lodowca Snæfellsjökull.
Położenie wioski było naturalnym miejscem na przystań dla małych statków, a zatem idealnym do założenia portu żeglugi morskiej. Od samego początku Arnarstapi było ważnym portem rybackim i ośrodkiem handlowym obsługi obszaru zachodniego wybrzeża Islandii. W praktyce od 1565 roku tereny te były pod kontrolą Królestwa Danii. Od tego czasu przez XVII i XVIII wiek przedstawiciele duńskiej korony sprawowali władzę nad Arnarstapi oraz ustanawiali prawa handlowe o królewskiej nominacji dla okolicznych ziem. W latach 1774–1787 powstał Amtmannshús – rezydencja duńskiego prefekta.
Obecnie wieś nadal pełni funkcję portu z większym ruchem w miesiącach letnich obsługujących prywatne statki rybackie i rekreacyjne. Jest też popularnym miejscem wśród turystów w okresie letnim ze względu na atrakcji naturalnych znajdujących się w okolicach wsi. Wśród nich można wyróżnić Sönghellir – jaskini z potężnym kamiennym łukiem.